# 久留米市企業局
久留米市企業局（くるめしきぎょうきょく）は、福岡県久留米市を供給地域とする上下水道事業者である。かつては水道ガス部があり、一般ガス事業も行っていた。

## 上下水道事業

### 概要
- かつては上水道のみを担当し、下水道は市役所本体の下水道部が担当していたが、組織変更により現在は上下水道部となっている。
- 北野地区（旧北野町）の上水道は三井水道企業団の管轄で、田主丸地区（旧田主丸町）は簡易水道になっている。

### 沿革
- 1930年 - 上水道の給水開始。
- 1957年 - 第1次拡張工事完成。
- 1966年 - 第2次拡張工事完成。
- 1973年 - 第3次拡張工事完成。
- 1976年 - 第1次整備事業完成。
- 1980年 - 第4次拡張工事完成。
- 1984年 - 第2次整備事業完成。
- 1986年 - 浄水場改築事業完成。
- 1990年 - 第5次拡張工事完成。
- 1990年 - 水道部とガス部の組織統合。
- 1990年 - 企業局新庁舎完成
- 1997年 - 第3次整備事業完成。
- 1998年 - 第4次整備事業完成。
- 2004年 - 第5次整備事業完成。

## かつての事業

### ガス事業
九州で最後まで残っていた公営ガス事業者であったが、2009年4月1日付で民営化（民営譲渡）され、西部ガスが主体となって設立した久留米ガス株式会社が事業を引き継いだ。なお、久留米市も株主として出資している。

#### 沿革
- 1914年 - ガス事業開始。
- 1925年 - ガス事業法。
- 1945年 - 熱量変更。(3,500→3,600kcal)
- 1952年 - 地方公営企業法により久留米市企業組織条例を公布し、企業部ガス課を設ける。
- 1955年 - ガス課、ガス局に昇格 。
- 1962年 - プロパン兼業高圧ガス販売営業の開始。
- 1964年 - 原料の転換。(石炭からナフサへ)
- 1969年 - 熱量変更。（3,600→4,500kcal）
- 1974年 - 津福工場完成。
- 1980年 - 原料の転換。(ナフサからブタンへ)
- 1981年 - 球形ガスホルダーNo.1完成。（能力/25,000m3）
- 1988年 - 球形ホルダーNo.2完成。(能力/25,000m3)
- 1990年 - ガス部と水道部の組織統合。
- 1990年 - 企業局新庁舎完成。
- 1993年 - 九州ガス事業者が共同方式による初めての天然ガス熱量変換事業に着手。
- 1996年 - 都市ガス料金の複数二部料金制導入 。
- 2002年 - 天然ガス導入。 （6月転換作業開始/12月転換作業終了）
- 2009年 - 久留米ガス株式会社に事業譲渡。

## 主要施設一覧
- 久留米市企業局庁舎 - 久留米市合川町2190-3
- 放光寺浄水場 - 久留米市山本町豊田614
- 太郎原取水場 - 久留米市太郎原町391-1
- 山本配水池 - 久留米市山本町豊田717-1
- 藤山配水場 - 久留米市藤山町字下浦山115-5
- 高良内配水池 - 久留米市高良内町2231-272
- 西部配水場 - 久留米市三瀦町壱町原363
- 石垣配水池 - 久留米市田主丸町石垣1395-35

以下は、久留米ガスに譲渡した施設である。
- 津福ガス工場 - 久留米市津福本町2300-1
- 合川エコ・ステーション - 久留米市合川町1488-8
- 天然ガス津福供給所 - 久留米市津福本町2300-1（津福ガス工場内）
- 津福実習所 - 久留米市津福本町2300-1（津福ガス工場内）

## 水道問い合わせ先
- 合併前の久留米市 - 企業局水道部料金課（開栓・閉栓など）・水道部水道施設サービス課（工事）に
- 城島地区 - 城島総合支所環境課か企業局水道部料金課・水道施設サービス課に
- 三潴地区 - 三潴総合支所環境課か企業局水道部料金課・水道施設サービス課に